# Ёртым
Ёртым (устар. Ио́ртом) — река в России, протекает по Республике Коми и Архангельской области. Длина реки составляет 130 км, площадь водосборного бассейна 741 км².
Исток Ёртыма расположен к северо-западу от города Микунь Усть-Вымского района Республики Коми. Течёт на юго-запад вдоль Северной железной дороги. Впадает в Вычегду в 210 км от её устья по правому берегу, выше деревни Пристань Яренск Ленского района Архангельской области. Населённых пунктов на берегах Ёртыма нет. Основные притоки — Седшор, Лодпуа, Коспуа, Берёзовый, Иля-Шор, Дунъель.

## Данные водного реестра
По данным государственного водного реестра России относится к Двинско-Печорскому бассейновому округу, водохозяйственный участок реки — Вычегда от города Сыктывкар и до устья, речной подбассейн реки — Вычегда. Речной бассейн реки — Северная Двина.
Код объекта в государственном водном реестре — 03020200212103000023030.

## Топонимика
Гидроним Ёртым происходит от коми йӧртӧм — причастная форма от йӧртны (запереть, сделать запруду); значение гидронима — «загороженный, запруженный, порожистый».